# Chautauqua (rörelse)

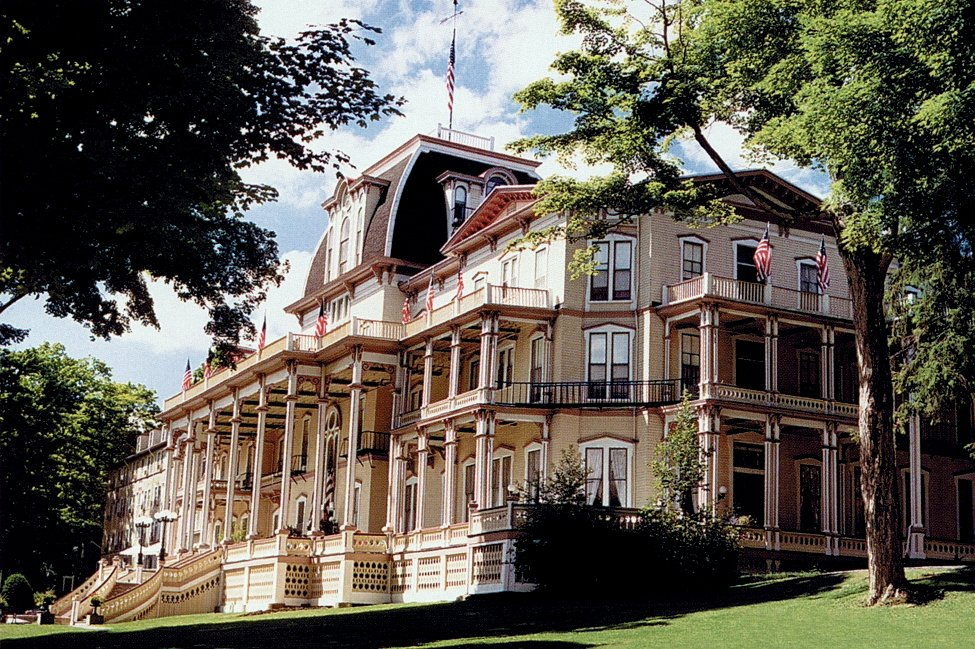
Hotell Athenaeum är rörelsens hotell, det har 159 rum och byggt 1881 i Empir-stil.

Chautauqua är en ideell och genom donationer finansierad utbildningsform med sommarläger för vuxna och ungdomar, grundad 1874 i staden Chautauqua, som är belägen cirka 3 mil nordväst om Jamestown i staten New York.
Den första församlingen är uppkallad efter staden Chautauqua vid sjön med samma namn, idag en weekend och semesterort i Chautauqua County, med cirka 4 000 invånare 2020.
Chautauqua-rörelsen blev populär i USA i slutet av 1800-talet och början av 1900-talet, när rörelsen spreds över den amerikanska landsbygden, det finns idag många församlingar över hela USA.
Det första Chautauqua grundades 1874 av uppfinnaren Lewis Miller och metodistpastorn John Heyl Vincent som ett undervisningsläger för söndagsskollärare, idag tillhandahålls underhållning, kultur och utbildning i en mängd olika områden. Sedan dess grundande har den besökts av fyra sittande presidenter, Ulysses S. Grant (1875), Theodore Roosevelt (1905), Franklin D. Roosevelt (1936) och Bill Clinton (1996).
Det var också här som Franklin D. Roosevelt i amfiteatern höll sitt "I hate war"-tal 1936, och Salman Rushdie den 12 augusti 2022 attackerades av en man som rusade upp på scenen och högg honom upprepade gånger med kniv.
Bland andra besökare kan nämnas Booker T. Washington, Robert H. Jackson, Amelia Earhart, Ella Fitzgerald, och samtida som LeAnn Rimes, Toby Keith, Harry Connick Jr. och många fler.
Varje sommar under nio veckor tillhandahåller Chautauqua en rad program om konst, scenkonst, föreläsningar, gudstjänster och religiösa program, musik och fritidsaktiviteter.
Chautauqua Priset är ett årligt nationellt amerikanskt litterärt pris som instiftades 2012. Vinnaren får 7 500 USD och alla resor och utgifter för en sommarvecka på Chautauqua.
The Chautauquan är rörelsens organ och ges ut sedan 1880. Chautauqua Institutionen är listad i National Register of Historic Places och utsett till ett National Historic Landmark.